# Mufli, o Eunuco
Mufli ou Muflih, apelidado o Negro/Alaçuade (al-Aswad) e o Eunuco/Alcadim (al-Khadim), foi o eunuco cortesão chefe sob o califa abássida Almoctadir (r. 908–932) e Arradi (r. 934–940).

## Vida

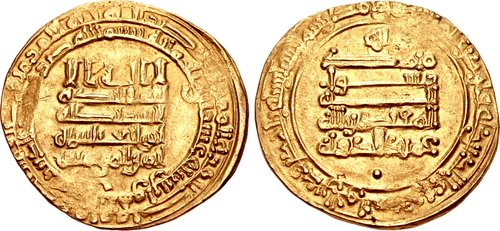
Dinar de ouro do califa Almoctadir r.

Por 922/923, Mufli ascendeu à uma posição de grande influência na corte, a apoiou a destituição do vizir Hamide ibne Alabas, que ele desgostava, em favor de Ali ibne Alfurate. Interveio, contudo, para salvar o representante de Hamide, Ali ibne Issa Aljarrá das torturas infligidas a ele pelo filho de ibne Alfurate, Muacim.
Em setembro-outubro de 925, supervisionou, ao lado de Baxir Atamali, representante do governador do tugur Tamal Aldulafi, a troca de prisioneiros daquele ano com o Império Bizantino. A troca, conhecida como fidāʾ Mufliḥ nas fontes árabes, envolveu a troca de quase 4 000 muçulmanos homens e mulheres do cativeiro. Segundo Alçuli, Mufli foi nomeado como governador de Jerusalém em 935, durante o califado de Arradi (r. 934–940).